# Appelle
Appelle é uma comuna francesa na região administrativa da Occitânia, no departamento de Tarn. Estende-se por uma área de 3.87 km², e possui 71 habitantes, segundo o censo de 2018, com uma densidade de 18 hab/km².